# Les Monts d'Aunay
Les Monts d'Aunay é uma comuna francesa na região administrativa da Normandia, no departamento de Calvados. Estende-se por uma área de 69,43 km². Em 2010 a comuna tinha 4 701 habitantes (densidade: 67,7 hab./km²).
A municipalidade foi estabelecida em 1 de janeiro de 2017 e consiste na fusão das antigas comunas de Aunay-sur-Odon, Bauquay, Campandré-Valcongrain, Danvou-la-Ferrière, Ondefontaine, Le Plessis-Grimoult e Roucamps. A comuna tem sua prefeitura em Aunay-sur-Odon.